# Harry Goldstein
Harry Goldstein, född 12 maj 1950 i Enskede, Stockholm, död 22 juli 2009 i Högsbo församling i Göteborg, var en svensk skådespelare och teaterregissör.

## Biografi
Goldstein studerade vid Statens scenskola 1970–1973 i Göteborg. Efter studierna har han varit engagerad vid Malmö Stadsteater, Teater Nike i Malmö, Studioteatern i Malmö, Hallands Teater, Länsteatern i Jönköping, Länsteatern i Skaraborg, Teater Bhopa, Judiska Teatern och Teater NU. Som producent har han producerat Mio min Mio på Götateatern och medverkat i Natthärbärget på Riksteatern. Två soloföreställningar av Goldstein är Tunn hud och Hattar

## Filmografi
- 1976 – Det löser sig
- 1978 – Skyll inte på mig! (TV-serie)
- 1980 – Bröllop med förhinder
- 1981 – Fleksnes fataliteter (TV-serie)
- 1988 – Träpatronerna (TV-serie)
- 1991 – Schh!
- 1994 – År av drömmar (TV-serie)
- 1999 – Sjätte dagen (TV-serie)
- 2000 – Jalla! Jalla!
- 2003 – Rivalerna
- 2003 – Kopps
- 2004 – Elixir
- 2005 – Zozo
- 2006 – När mörkret faller
- 2007 – Kul!
- 2008 – A Walking Contradiction
- 2008 – Balettkungen
- 2008 – Demonicum

## Teater

### Roller (ej komplett)
| År   | Roll  | Produktion                          | Regi           | Teater              |
| ---- | ----- | ----------------------------------- | -------------- | ------------------- |
| 1972 |       | Romeo och Julia William Shakespeare | Bernhard Krook | Hallwylska palatset |
| 2004 | Pozzo | I väntan på Godot Samuel Beckett    | Stefan Ridell  | Teater Halland      |